# Verkmyran
Verkmyran är ett naturreservat i Bodens kommun i Norrbottens län.
Området är naturskyddat sedan 2009 och är 2,9 kvadratkilometer stort. Reservatet omfattar ett våtmarksområde med bäckar. Reservatet består av sumpskog av gran, glasbjörk och sälg. På myrholmar och fast mark dominerar tallskog.